# Sachalin-Tanne
Die Sachalin-Tanne (Abies sachalinensis) ist eine Pflanzenart aus der Gattung der Tannen (Abies) in der Familie der Kieferngewächse (Pinaceae).

## Beschreibung

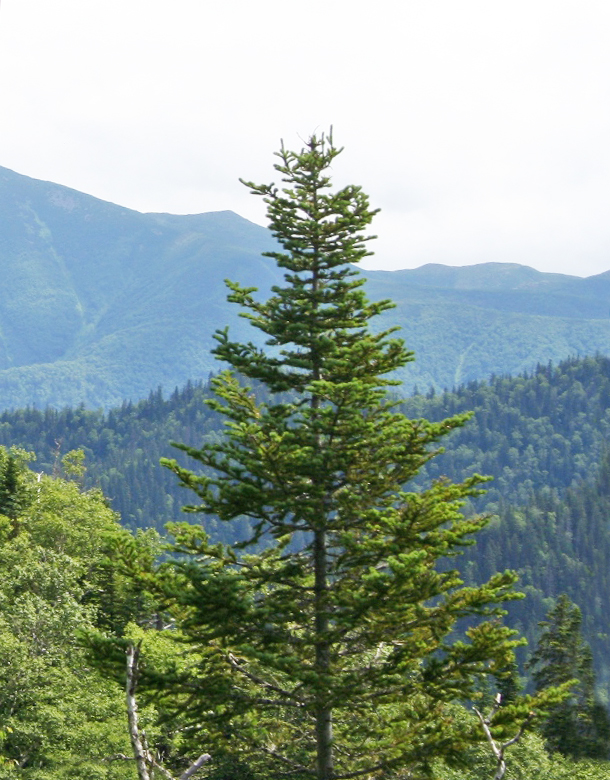
Sachalin-Tanne (Abies sachalinensis) auf Sachalin

Die Sachalin-Tanne ist ein Baum, der Wuchshöhen bis zu 15 Metern erreicht. Der Stamm ist glatt und fast weiß. Die Rinde junger Zweige ist schwach behaart und die Zweige nicht gefurcht und glatt. Sie sind grau oder rötlich grau behaart. Die bläulichen Knospen sind stark harzig, klein und halbkugelig abgerundet.
Die Nadeln sind nicht gescheitelt und 3 bis 4 Zentimeter lang sowie etwa 1,5 Millimeter breit. An ihrer Oberseite gibt es keine, oder nur an der Spitze, Spaltöffnungslinien.
Die vor der Reife grün-purpurfarbenen Zapfen sind bei einem Durchmesser von 2,5 bis 3 Zentimetern 5 bis 7,5 Zentimeter lang. Die Deckschuppen sind vorragend und zurückgeschlagen. Die Samen reifen im September.
Die Chromosomenzahl beträgt 2n = 24.

## Systematik und Verbreitung
Die Erstveröffentlichung der Sachalin-Tanne erfolgte 1868 durch den russisch-baltischen Geologen und Botaniker Friedrich Karl Schmidt (Fjodor Bogdanowitsch Schmidt) unter Abies veitchii var. sachalinensis in seinem Werk "Reisen im Amur-Lande und auf der Insel Sachalin im Auftrage der Kaiserlich-Russischen Geographischen Gesellschaft ausgeführt", Seite 175–176. Maxwell Tylden Masters stellte sie 1879 in der Zeitschrift "The Gardeners' Chronicle", new series, Band 12, Seite 588 als eigene Art in die Gattung Abies.
Das natürliche Verbreitungsgebiet der Sachalin-Tanne liegt auf Sachalin und den Kurilen, ein kleines Vorkommen existiert auch in Kamtschatka und es gibt weitere Vorkommen auf Hokkaido in Japan. Abies sachalinensis gedeiht in Höhenlagen bis zu 1600 Metern.
Von Abies sachalinensis existieren mehrere Varietäten:
- Abies sachalinensis var. gracilis (Kom.) Farjon (Syn.: Abies gracilis Kom.): Von Abies sachalinensis var. gracilis existiert nur ein sehr kleiner, etwa 0,2 Quadratkilometer großer Bestand im Semjatschik-Tal in Ostkamtschatka über dessen Ursprung kontrovers diskutiert wird.[5]
- Abies sachalinensis var. mayriana Miyabe & Kudô: Sie kommt von Sachalin bis Hokkaido vor.[4]
- Abies sachalinensis var. nemorensis Mayr: Sie kommt von Sachalin bis Hokkaido vor.[4]
- Abies sachalinensis (F.Schmidt) Mast. var. sachalinensis: Sie kommt von Sachalin bis Hokkaido vor.[4]

## Holz
Das Holz der Sachalin-Tanne ist leicht und weich. Es ist leicht verrottbar. Es wird vor allem zur Papierherstellung und Fertigung von Transportkisten verwendet.